# Nerf maxillaire

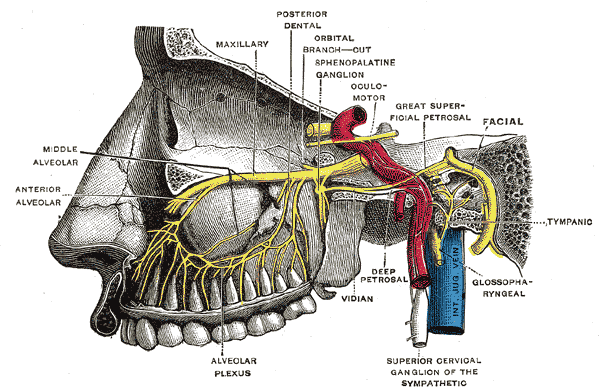
Schéma du nerf maxillaire

Le nerf maxillaire (abrégé V2), anciennement nerf maxillaire supérieur, est un nerf sensitif, et une des trois branches du nerf trijumeau, le cinquième nerf crânien.

## Trajet

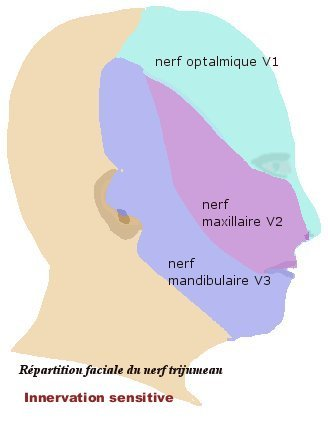
Zones de peau couvertes par les branches du trijumeau, dont celle du nerf maxillaire

Le nerf maxillaire nait du ganglion trigéminé, qui est situé sur la fossette trigéminale de l'apex de la face antéro-supérieure du rocher de l'os temporal. Il sort du crâne par le foramen rond qui se situe sur la grande aile du sphénoïde, et se dirige vers la fosse ptérygopalatine où il s'anastomose avec le ganglion sphéno-palatin. De là il entre dans un canal situé dans l'os maxillaire et sous l’orbite, le canal sous-orbitaire, et il en sort par le foramen sous-orbitaire.
Il possède plusieurs branches collatérales :
- méningée moyenne,
- orbitaire,
- ptérygo-palatine,
- alvéolaire supérieure,
- infra-orbitaire.

## Fonction
Le nerf maxillaire innerve :
- la peau de la zone située sous l'œil : paupière inférieure, partie supérieure de la joue, nez, lèvre supérieure, dents maxillaires et gencives adjacentes ;
- les muqueuses nasale, du palais, du toit du pharynx, des sinus maxillaire, ethmoïde et sphénoïde ;
- une partie des méninges.